# Angelė
Angelė ist ein weiblicher litauischer Vorname, abgeleitet von angelas (Engel). 

## Personen
- Angelė Bajorienė (* 1961), Politikerin, Vizeministerin
- Angelė Jakavonytė (* 1959), Politikerin, Mitglied des Seimas
- Angelė Rupšienė (* 1952), sowjetische Basketballspielerin